# نایجل بولتون
نایجل بولتون (انگلیسی: Nigel Bolton؛ زادهٔ ۱۴ ژانویهٔ ۱۹۷۵) بازیکن فوتبال اهل بریتانیا است.
از باشگاه‌هایی که در آن بازی کرده‌است می‌توان به باشگاه فوتبال تاو لاو تاون و باشگاه فوتبال دارلینگتون اشاره کرد.